# 月牙儿 (1986年电影)
《月牙儿》（英語：Crescent Moon）是中国在1986年拍摄的电影，由徐晓星、霍庄、邢丹执导，宋丹丹等人出演，该作主要讲述在民国初年，一对儿母女最后纷纷成为了妓女的故事，该作根据老舍同名小说改编。该作受到了主流媒体的好评。

## 剧情介绍
民国年间，一对儿母女因为生活压力等一些原因，纷纷成为了妓女，虽说她们对此最初是比较厌恶的，不过最后她们还是因为一些原因而默许了……

## 演员
- 宋丹丹 饰 韩月容
- 斯琴高娃 饰 月容妈
- 刁海欣 饰 韩月容(幼年)
- 廖京生 饰 高俊生
- 白慧雯 饰 何校长
- 王显饰 康先生
- 文燕 饰 孙大妈
- 孙本厚 饰 崔五
- 原利 饰 孟淑贤
- 郭嘉庆 饰 瞎子
- 葛存壮 饰 算命先生
- 管宗祥 饰 嫖客
- 雷恪生 饰 嫖客
- 韩善续 饰 嫖客

## 职员
- 制作人：李东德
- 原著：老舍
- 导演：霍庄、徐晓星、邢丹
- 副导演：吕介仁、凌也
- 编剧：霍庄 、张帆、王志安
- 摄影：孙诚、孟凡军、纪莫非、纪福洪
- 配乐：刘庄
- 剪辑：周廷梅、安晓华
- 道具：杨允铭、刘庆国
- 艺术指导：凌子风
- 美术设计：杨予和、赵振学
- 造型设计：王香珠、康延平
- 服装设计：庞艳、刘军
- 灯光：李一凡
- 录音：王韵华、王春宝
- 布景师：常振超、王保民、穆朝元（绘景）
- 艺术顾问：凌子风
- 拟音：王连仲
- 演奏：中央乐团室内乐队
- 指挥：韩中杰